# Ким Стенли
Ким Стенли (енгл. Kim Stanley) је била америчка глумица, рођена 11. фебруара 1925. године у Тулароси (Нови Мексико), а преминула је 20. августа 2001. године у Санта Феу (Нови Мексико).